# アシュリー・ヘギ
アシュリー・ヘギ（Ashley Hegi、1991年5月23日 - 2009年4月21日）は、カナダのプロジェリア症候群患者の女性。日本においてもテレビ報道等で有名であった。 

## 来歴
母親のロリー・ヘギが当時17歳であった1991年5月23日、カナダに生まれる。アシュリーが1歳の時に実父が家を出て行ったために離婚（病気の判明が原因とされている）。2003年に母が再婚。2004年に弟が誕生した。
生後3か月ごろから皮膚が硬くなりはじめ、さらに髪の毛が抜けはじめるが原因はわからなかった。生後9か月ごろ、たまたま担当医がプロジェリアの記事を見つけたのがきっかけとなり病気が判明した。
プロジェリアの平均寿命は13歳と言われるが、アシュリー・ヘギはそれを越える17歳まで生存した。

## 人物・エピソード
- 病気と向き合う前向きな姿勢であった。「わたしは、人の前で悲しい顔はしたくない。笑顔でいると、みんながハッピーになるでしょ」と発言したことがある。
- 日本国内のドキュメンタリー番組でアシュリーが取り上げられると大きな反響を呼び、アシュリー宛に日本から励ましのメールや手紙が届いたことから、アシュリーはすっかり日本好きになった。ペットのマウスにハム太郎と名付けたほどである。[2]

## 関連書籍
- ロリー・ヘギ『みじかい命を抱きしめて』扶桑社、2004年
- アシュリー・ヘギ『アシュリー 〜All About Ashley〜』扶桑社、2006年